# Rhipidomys leucodactylus
Rhipidomys leucodactylus е вид гризач от семейство Мишкови (Muridae). Видът не е застрашен от изчезване.

## Разпространение
Разпространен е в Боливия, Бразилия, Венецуела, Гвиана, Еквадор, Перу, Суринам и Френска Гвиана.